# Chopin Park
Pour les articles homonymes, voir Chopin (homonymie).

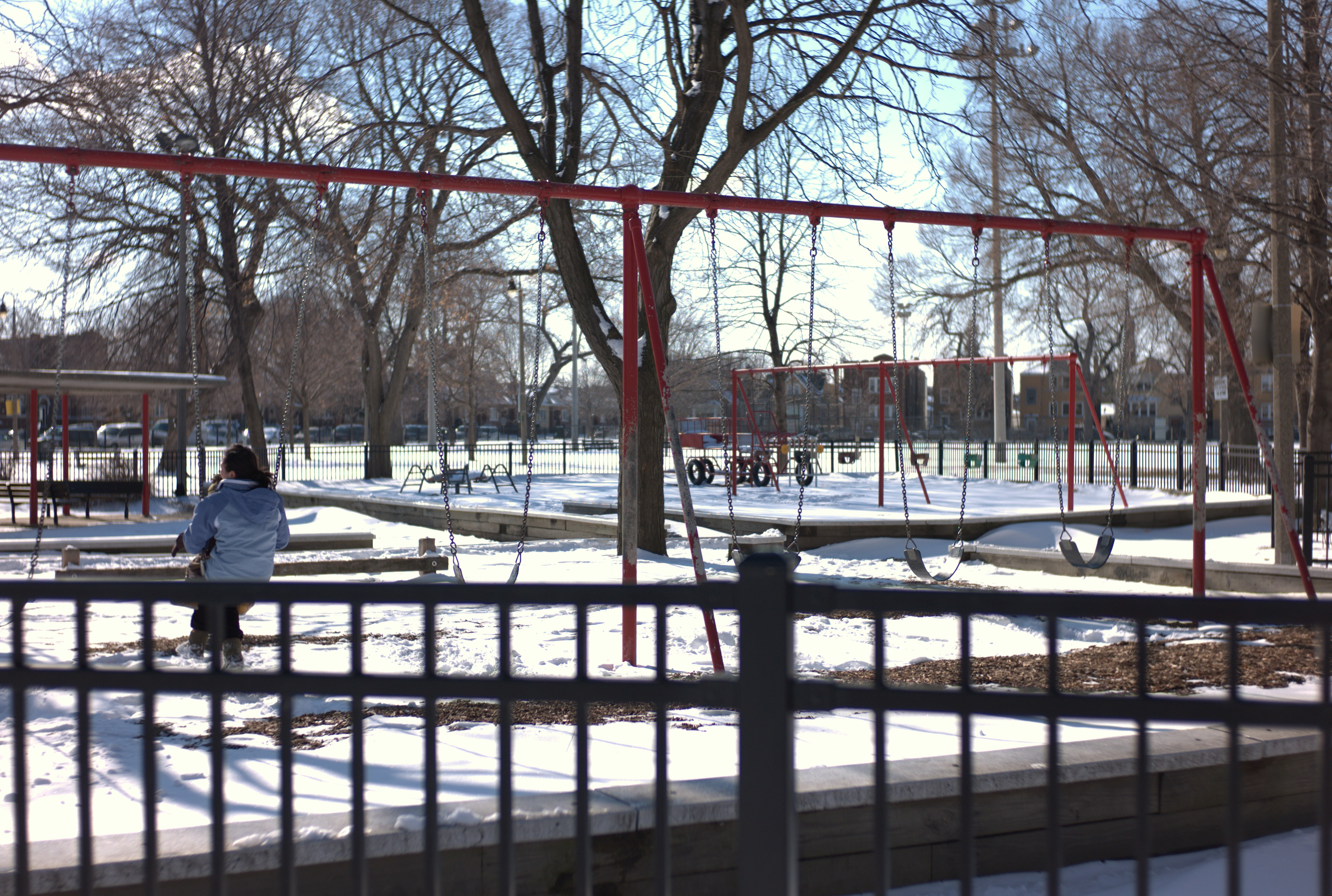
Chopin Park en plein hiver.

Chopin Park est un parc d'une superficie d'environ 3,2 ha situé au 3420 North Long dans le secteur de Portage Park à Chicago (Illinois, États-Unis). Il est placé sous la gestion du Chicago Park District, l'organisme chargé de l'entretien des parcs et espaces verts dans la ville de Chicago. Chopin Park est délimité par Roscoe Street au sud, Cornelia Avenue au nord,  Linder Avenue à l'est et Long Avenue à l'ouest.

## Description
Le parc Chopin est doté d'un complexe sportif qui fut conçu par l'architecte Albert A. Schwartz. Ce complexe comprend aussi plusieurs aménagements dont une grande salle pour les conférences et les réunions, un total de sept salles spécialement dédiées aux représentations et aux concerts ainsi qu'une grande scène pour les festivals de musique en été. Le parc propose également un programme appelé "Kids Park" qui attire de nombreux étudiants locaux après leurs cours.
Le parc Chopin est nommé d'après le célèbre pianiste et compositeur polonais Frédéric Chopin. Selon le bureau de recensement des États-Unis de 2000, le secteur de Portage Park concentre l'une des plus grandes communautés polonaises de la région métropolitaine de Chicago. Le secteur est au centre de l'un des « patchs polonais » de Chicago et le parc se trouve juste en face de la rue où se situe l'église Saint-Ladislas, église catholique édifiée pour la communauté polonaise.
Il existe également des plans préliminaires pour ériger une statue de Frédéric Chopin dans le parc pour le 200e anniversaire de sa naissance (2010). Il est également prévu de construire le long du bord du lac Michigan une réplique grandeur nature de Chopin par le sculpteur polonais Waclaw Szymanowski.